# Vivier-au-Court
Vivier-au-Court är en kommun i departementet Ardennes i regionen Grand Est (tidigare regionen Champagne-Ardenne) i nordöstra Frankrike. Kommunen ligger  i kantonen Villers-Semeuse som ligger i arrondissementet Charleville-Mézières. År 2022 hade Vivier-au-Court 2 811 invånare.

## Befolkningsutveckling
Antalet invånare i kommunen Vivier-au-Court
Referens: INSEE

## Galleri

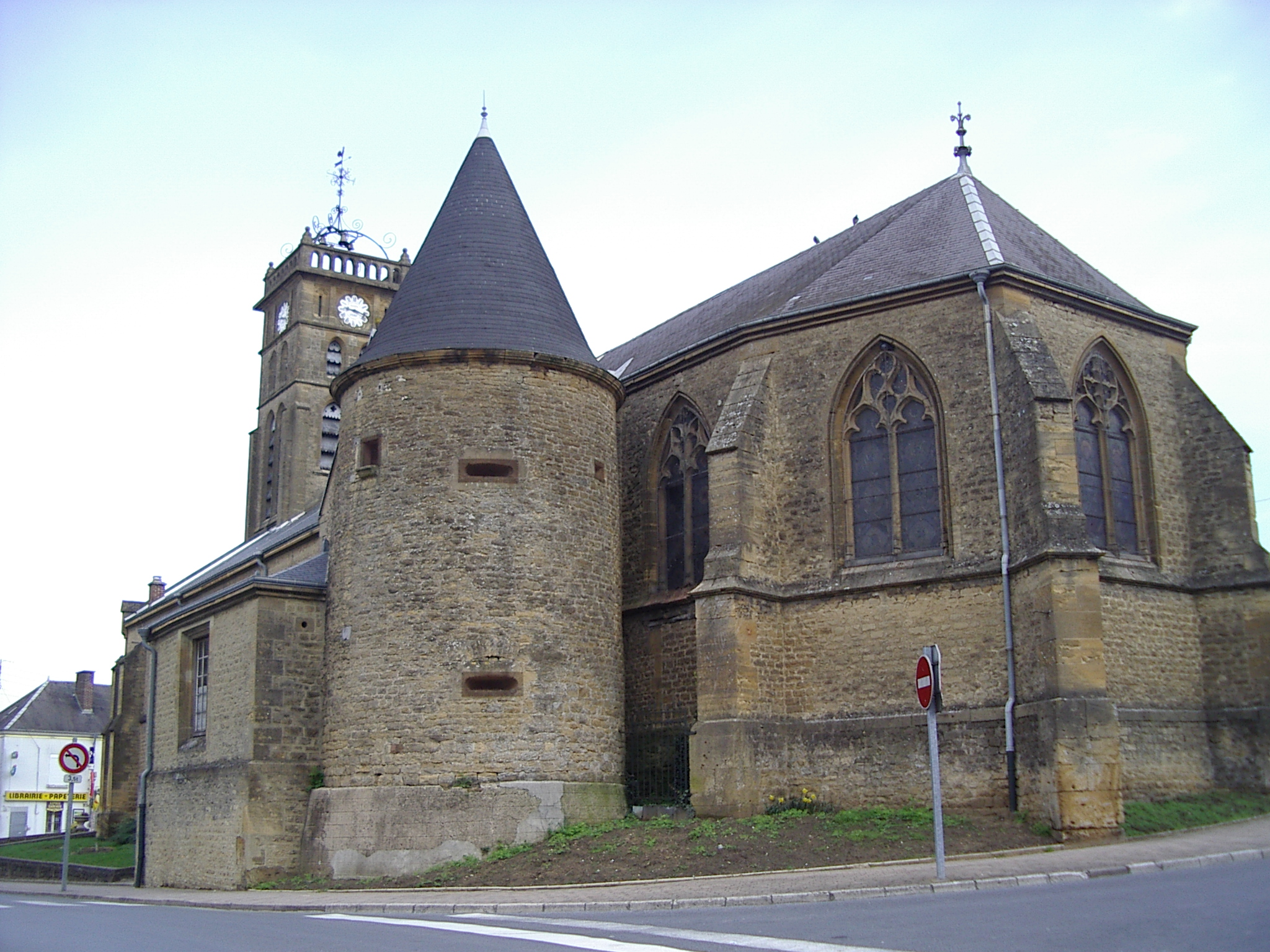
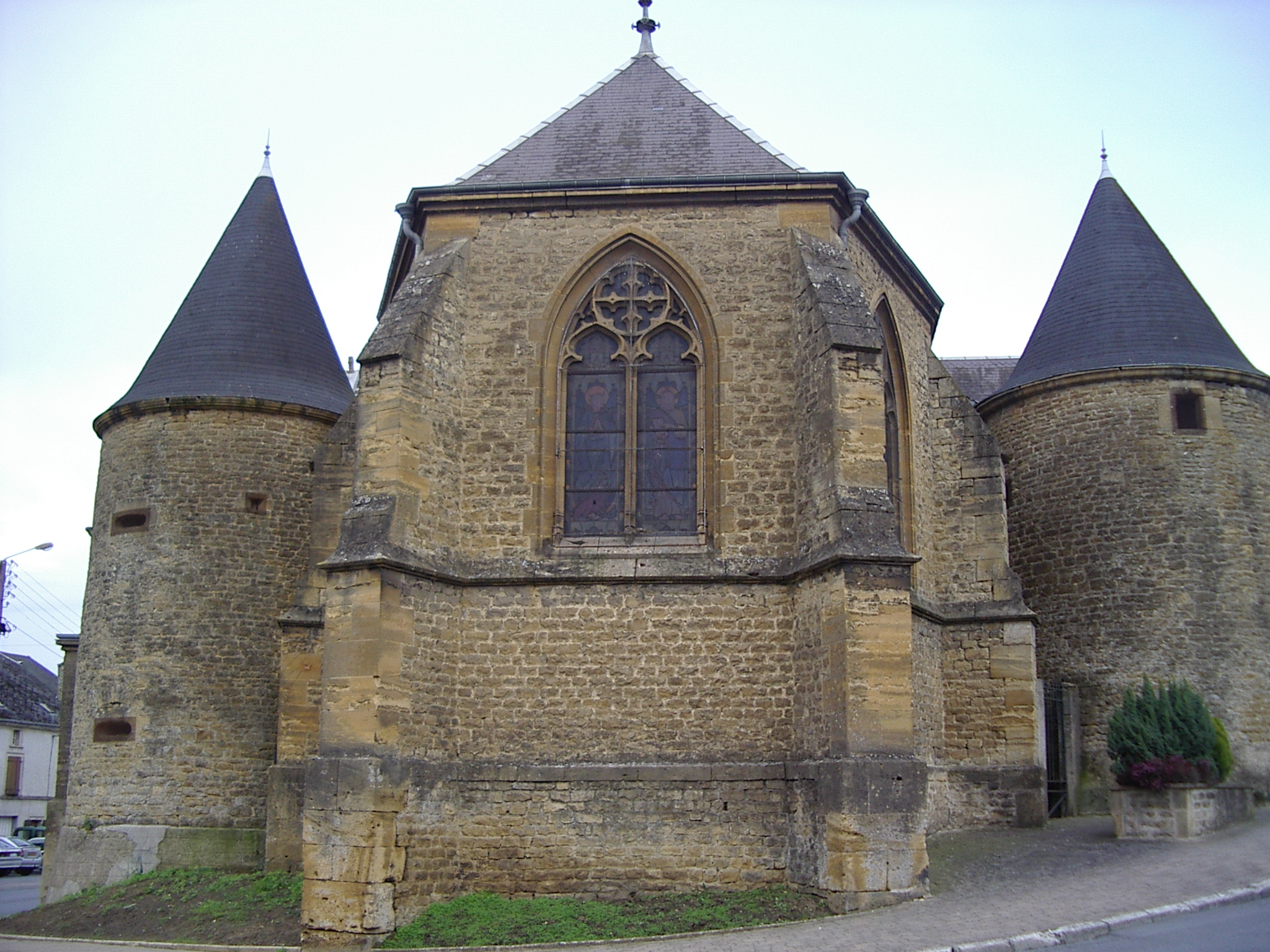
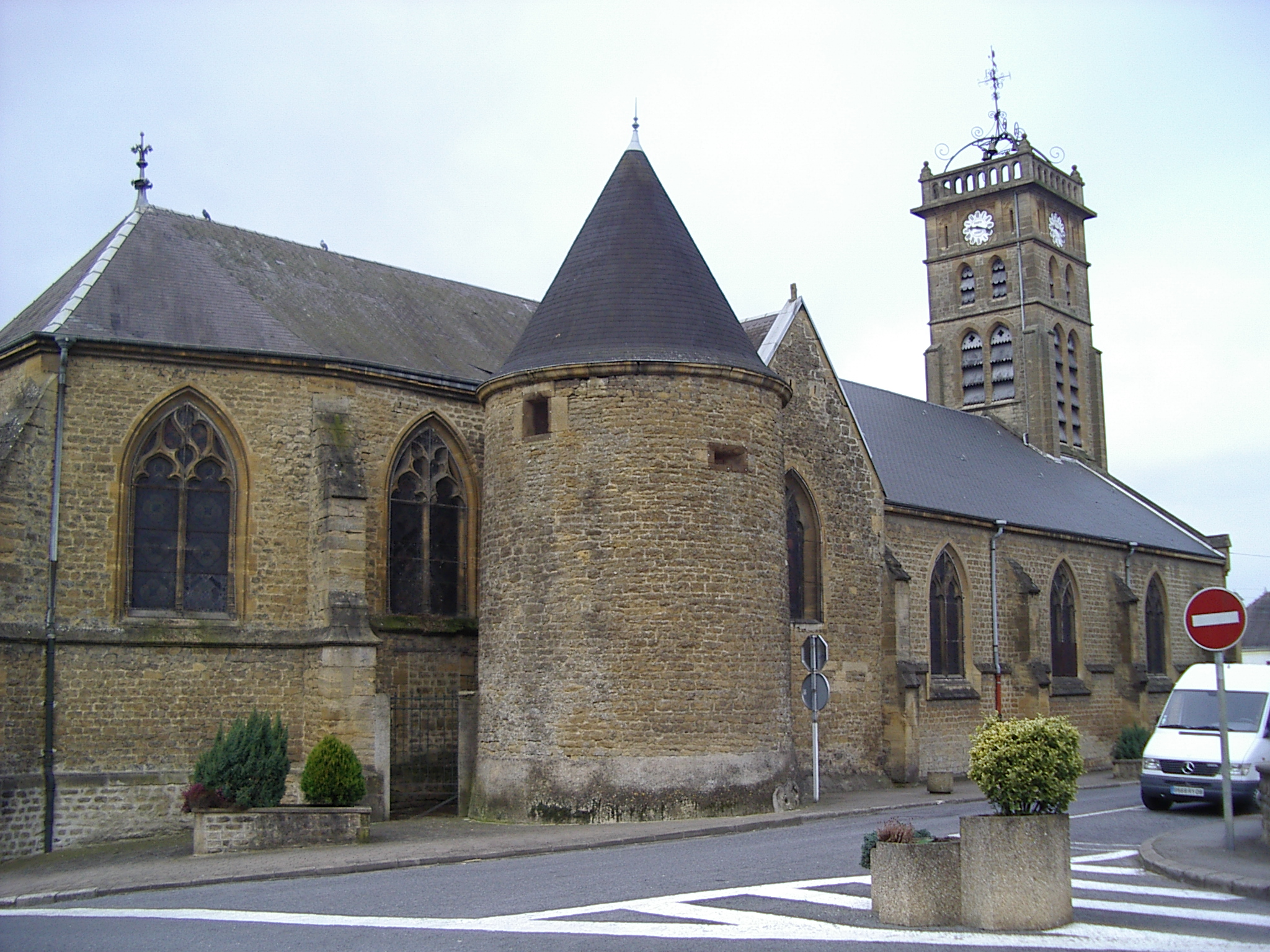